# Coppa Italia 2005-2006 (pallamano maschile)
La Coppa Italia di pallamano 2005-2006 è stata la 21ª edizione del torneo annuale organizzato dalla Federazione Italiana Gioco Handball.
Il torneo si è svolto in sede unica a Bologna dal 12 al 14 febbraio 2006 e hanno partecipano le otto squadre della Serie A Élite 2005-2006.
È stata vinta per la seconda volta dalla Indeco Conversano.

## Quarti di finale
| Bologna 12 febbraio 2006 | Conversano | 27 – 23 | Meran |  |

| Bologna 12 febbraio 2006 | Prato | 37 – 28 | Gaeta |  |

| Bologna 12 febbraio 2006 | Bologna United | 31 – 26 | Secchia |  |

| Bologna 12 febbraio 2006 | Trieste | 35 – 32 | Brixen |  |

## Semifinali
| Bologna 13 febbraio 2006 | Conversano | 33 – 27 | Trieste |  |

| Bologna 13 febbraio 2006 | Prato | 32 – 30 | Bologna United |  |

## Finale
| Bologna 14 febbraio 2006 | Conversano | 29 – 20 | Prato | PalaSavena |